# 24189 Lewasserman
24189 Lewasserman este un asteroid din centura principală de asteroizi.

## Descriere
24189 Lewasserman este un asteroid din centura principală de asteroizi. A fost descoperit pe 6 decembrie 1999 la Socorro, New Mexico, în cadrul proiectului LINEAR. Asteroidul prezintă o orbită caracterizată de o semiaxă mare de 2,23 ua, o excentricitate de 0,08 și o înclinație de 4,1° în raport cu ecliptica.